# Angiens
Angiens é uma comuna francesa na região administrativa da Normandia, no departamento de Sena Marítimo. Estende-se por uma área de 6,84 km². Em 2010 a comuna tinha 524 habitantes (densidade: 76,6 hab./km²).